# Alternattiva Demokratika
Die Demokratische Alternative (Alternattiva Demokratika, AD, englisch Democratic Alternative) war eine grüne politische Partei in Malta und Mitglied der Europäischen Grünen Partei.

## Geschichte
Die Alternattiva Demokratika wurde 1989 gegründet, nachdem der Vorsitzende und der Fraktionschef der Partit Laburista, Toni Abela und Wenzu Mintoff, von ihren Ämtern zurückgetreten waren, um mit einer Gruppe von Umweltaktivisten eine neue politische Partei zu bilden.
Bei der ersten Teilnahme an einer landesweiten Wahl erreichte die Partei 1992 1,7 % der Stimmen, aber keinen Sitz im maltesischen Parlament. Bei den folgenden Wahlen nahm der Stimmenanteil jeweils ab, 2003 betrug sie nur noch 0,7 %. Dies führte dazu, dass 1998 Abela und Mintoff die Partei wieder verließen, um zur Partit Laburista zurückzukehren; neuer Parteichef wurde Harry Vassallo.
Im Jahr 2003 machte die AD Wahlkampf für ein Ja im Referendum zum Beitritt Maltas zur Europäischen Union.
Bei der ersten Europawahl, an der Malta teilnahm, erreichte die Partei 2004 bemerkenswerte 9,3 % der Stimmen, konnte jedoch keinen der fünf maltesischen Abgeordneten des Europaparlaments stellen.
Bei den maltesischen Parlamentswahlen 2008 verbesserte die AD ihren Stimmenanteil auf 1,3 %, bei der Europawahl in Malta 2009 kam sie nach ihrem Überraschungserfolg 2004 bei Verlusten von fast sieben Prozentpunkten auf 2,4 %. Bei den Parlamentswahlen 2013 erhielt die Partei 1,8 % der Stimmen.  Außerdem nimmt sie derzeit jeweils einen Sitz in den Stadträten von Attard, Sliema und Sannat ein.
Ab Dezember 2019 verhandelten die Alternattiva Demokratika und die Partit Demokratiku, eine 2016 gegründete Abspaltung der Partit Laburista, über eine Zusammenarbeit. Am 1. August 2020 kündigten diese beiden größten der maltesischen Kleinparteien ihre Fusion an. Am 17. Oktober wurde die fusionierte Partei ADPD gegründet.

## Parteivorsitzende
- Wenzu Mintoff 1989–1999
- Harry Vassallo 1999–2008
- Arnold Cassola 2008–2009
- Michael Briguglio 2009–2013
- Arnold Cassola 2013–2017
- Carmel Cacopardo 2017–2020

## Wahlergebnisse

### Wahl zum Repräsentantenhaus
| Jahr | Wahl                | Wähler | Stimmenanteil | Sitze |
| ---- | ------------------- | ------ | ------------- | ----- |
| 1992 | Parlamentswahl 1992 | 4.186  | 1,7 %         | 0/65  |
| 1996 | Parlamentswahl 1996 | 3.820  | 1,5 %         | 0/69  |
| 1998 | Parlamentswahl 1998 | 3.209  | 1,2 %         | 0/65  |
| 2003 | Parlamentswahl 2003 | 1.929  | 0,7 %         | 0/65  |
| 2008 | Parlamentswahl 2008 | 3.810  | 1,3 %         | 0/69  |
| 2013 | Parlamentswahl 2013 | 5.506  | 1,8 %         | 0/69  |
| 2017 | Parlamentswahl 2017 | 2.564  | 0,8 %         | 0/67  |

### Wahl zum Europäischen Parlament
Die Wahl erfolgt nach dem Präferenzwahlsystem. Angegeben ist der Anteil der Erstpräferenzen, die auf Kandidaten der AD entfielen.
| Jahr | Wahl            | Wähler | Stimmenanteil | Sitze |
| ---- | --------------- | ------ | ------------- | ----- |
| 2004 | Europawahl 2004 | 22.938 | 9,33 %        | 0/5   |
| 2009 | Europawahl 2009 | 5.802  | 2,34 %        | 0/5   |
| 2014 | Europawahl 2014 | 7.418  | 2,95 %        | 0/6   |
| 2019 | Europawahl 2019 | 1.866  | 0,72 %        | 0/6   |